# 姚樂怡
姚樂怡（Sherming Yiu Lok Yee，1973年9月23日—），本名姚雅麗，生於香港，前無線電視女藝員。她為人熟悉的作品有《電波少女》、《勁歌金曲》主持、《陀槍師姐》系列、《狀王宋世傑II》。她的34C驕人上圍經常成為焦點。

## 簡歷
姚樂怡畢業於新法書院小學部及中學部（太子分校），其後曾為模特兒及卡拉OK女角，亦同時參演電影《女子監獄1993》及《尖東老泥妹之四大天后》，隨後加入無綫電視，被安排與梁雪湄、任港秀等組成「電波少女」出道。
1998年，姚樂怡接拍電影《超級整蠱霸王》，因為其34C的驕人身材及性感演出，漸受觀眾注意。其後，姚樂怡人氣急升，演出和司儀等工作增加﹐電影酬勞有六位數字﹐收入比以前上升了不止十倍﹐但由於入行前曾因一時與趣搞美容院﹐向父親借了數十萬﹐怎料美容院捱了一年就結束營業﹐令她仍欠家人「一身債」。由1998年7月起﹐姚樂怡在短短一年間拍了接近二十部電影，成為香港影壇的超級新星；對於有說她的鋒頭媲美當年的「鄭九組」鄭裕玲，她則表示﹕「千祈唔好咁様講（ 千萬不要這樣說），鄭裕玲每部片都擔正﹐而且攝製日期較現在長﹐我每部電影都是群戲﹐佔戲並不算多。」
2000年，姚樂怡接拍電影《街女》，與狄龍扮演父女，並由她親自填詞及演唱主題曲《忘我》。
2008年，姚樂怡有感入行10年主要擔當「二奶」、「邪牌」的角色，難有發揮機會，於是決定在約滿後離開無綫電視，轉行成為一名經理人，在香港星娛樂公司及老友記電影創作室出任公關總監，旗下有前2R之成員黃婉伶（Race）及有翻版楊怡之稱的余曉彤，負責照顧藝人、搞活動、找贊助、接廣告等。
2012年4月26日，姚樂怡與圈外人、香港原居民吳俊匡（Alan）舉行婚宴，筵開30席，10人姊妹團包括佘詩曼、湯盈盈、周家蔚、鍾麗淇等；稍後與吳俊匡到拉斯維加斯度蜜月時註冊。
2015年，姚樂怡誕下女兒。

## 演出作品

### 主持（無綫電視）
1998年：《勁歌金曲》

### 電視劇（無綫電視）
| 首播   | 劇名           | 角色                                            |
| 1997年 | 鑑證實錄       | 朱秀萍（「曹志銳連環殺人案件」：三劍俠之一）    |
| 1998年 | 陀槍師姐       | 陳五福                                          |
| 1998年 | 掃黃先鋒       |                                                 |
| 1998年 | 外父唔怕做     | 何燕好                                          |
| 1998年 | 西遊記(貳)     | 太平公主，嫦娥                                  |
| 1999年 | 鑑證實錄II     | 唐詠心 Teresa（「唐詠心分屍案」：謝守一之情婦） |
| 1999年 | 狀王宋世傑II   | 白小翠                                          |
| 2000年 | 陀槍師姐II     | 陳五福                                          |
| 2000年 | 撻出愛火花     | 冼焯慧                                          |
| 2000年 | 十月初五的月光 | 江依文                                          |
| 2001年 | 倚天屠龍記     | 朱九真                                          |
| 2001年 | 封神榜         | 楊貴妃                                          |
| 2001年 | 陀槍師姐III    | 陳五福                                          |
| 2001年 | 尋秦記         | 呂娘蓉                                          |
| 2001年 | 皆大歡喜       | 石 娣                                           |
| 2003年 | 非常外父       | 杜 娟                                           |
| 2004年 | 足秤老婆八兩夫 | 陸 分                                           |
| 2004年 | 楚漢驕雄       | 香 姬 (第7集)                                   |
| 2004年 | 陀槍師姐IV     | 陳五福                                          |
| 2006年 | 覆雨翻雲       | 白芳華                                          |
| 2006年 | 人生馬戲團     | 言家碧                                          |
| 2006年 | 飛短留長父子兵 | 羅富娟                                          |
| 2006年 | 法證先鋒       | 郭艷萍                                          |
| 2006年 | 鳳凰四重奏     | 蕭玉貞                                          |
| 2007年 | 突圍行動       | Anita                                           |
| 2007年 | 緣來自有機     | 思（Grace）                                     |
| 2008年 | 原來愛上賊     | Pinky                                           |
| 2008年 | 搜神傳         | 龍女三娘                                        |
| 2008年 | 與敵同行       | 蘇麗花                                          |
| 2013年 | 凶城計中計     | 王碧玉                                          |

### 電視劇（香港電視網絡）
| 首播   | 劇名           | 角色               |
| 2015年 | 還來得及再愛你 | 古月未來（狐狸精） |

## 電影
1993年
- 女子監獄1993

1995年
- 尖東老泥妹之四大天后

1998年
- 人肉玩具
- 超級整蠱霸王 飾 水塘

1999年
- 青春援助交際
- 自殺前14天
- 娛樂之王 飾 Gigi
- 驚天大賊王
- 鬼请你睇戏 飾 姚姚
- 強姦終極篇之最後羔羊 飾 小怡

2000年
- 賊公子
- 慾望號列車
- 街女 飾 Sherming Yiu

2001年
- 跑馬地的月光  （獲提名第6屆香港電影金紫荊獎最佳女配角）
- 陰陽愛
- 陰陽路九之命轉乾坤
- 陰陽路十之宣言咒
- 殺手假期
- 月滿抱西環 飾 阿基女友

2002年
- 性Salon狂想曲
- 潛龍奪寶
- 花園街1號

2003年
- 幕後殺手

2004年
- 童黨之金牌少年犯

2005年
- 陰差陽錯

2008年
- 我不賣身我賣子宮 飾 尤娟

2015年
- 十月初五的月光 飾 江依文

2022年
- 闔家辣 飾 雜貨店店員(客串)

2025年
- 拼命三郎 飾 張淑欣

## 外部連結
- 姚樂怡Sherming的新浪微博
- 姚樂怡的Instagram帳戶
- 姚樂怡在香港影庫上的簡介
- 姚樂怡blog
- 姚樂怡做Mani No.2
- 姚樂怡豆瓣影人頁面（页面存档备份，存于）